# Блумендал
Блумендал (нидерл. Bloemendaal) — община и населённый пункт в нидерландской провинции Северная Голландия. Расположен в юго-западной части провинции, к западу от Амстердама. Площадь общины — 45,08 км² из них суша составляет 39,68 км². Население по данным на 2010 год — 22 105 человек. Плотность населения — 490,4 чел/км². На территории общины имеется 3 железнодорожные станции.
Населённые пункты общины включают: Беннебрук, Блумендал, Арденхаут, Блумендал-ан-Зе, Овервен и Вогелензанг.